# La Chapelle-Haute-Grue
La Chapelle-Haute-Grue (Ausspracheⓘ) ist eine ehemalige französische Gemeinde mit 77 Einwohnern (Stand: 1. Januar 2013) im Département Calvados in der Region Normandie.
Am 1. Januar 2016 wurde La Chapelle-Haute-Grue im Zuge einer Gebietsreform zusammen mit drei benachbarten Gemeinden als Ortsteil in die neue Gemeinde Val-de-Vie eingegliedert.

## Geografie
La Chapelle-Haute-Grue liegt im Pays d’Auge. Rund 22 Kilometer nordnordöstlich des Ortes befindet sich Lisieux. Das westsüdwestlich gelegene Falaise ist gut 30 Kilometer entfernt. Der Fluss Vie begrenzt das Gebiet von La Chapelle-Haute-Grue im Nordosten, im Nordwesten verläuft sein Zufluss Monne.

## Bevölkerungsentwicklung
| Jahr                             | 1793 | 1836 | 1876 | 1926 | 1946 | 1975 | 1990 | 2013 |
| Einwohner                        | 103  | 135  | 97   | 75   | 114  | 60   | 38   | 77   |
| Quelle: Cassini, EHESS und INSEE |      |      |      |      |      |      |      |      |

## Sehenswürdigkeiten
- Herrenhaus aus dem 16./17. Jahrhundert, seit 1928 Monument historique[3]
- Kirche Saint-Pierre